# Pete Retzlaff
Pour les articles homonymes, voir Retzlaff.
(en) Statistiques sur pro-football-reference
Palmer Edward Retzlaff, dit Pete Retzlaff, (né le 21 août 1931 à Ellendale (Dakota du Nord) et mort le 10 avril 2020 à Pottstown (Pennsylvanie)) est un joueur américain de football américain.
Il fut notamment président de la NFLPA (association des joueurs de la NFL) de 1962 à 1964.

## Carrière

### Université
Pete Retzlaff fait d'abord ses études à la Ellendale High School dans sa ville natale d'Ellendale. Pourtant originaire du Dakota du Nord, il va à l'université de Dakota du Sud. En 1952, il parcourt une distance de 1016 yards.

### NFL
Après ses années à l'université, Pete Retzlaff participe au repêchage de 1953 (draft de 1953) et est sélectionné au vingt-deuxième tour, au 265e choix. Il ne joue pas les saisons 1953 et 1954 car il fait deux ans dans l'armée.
Avant le début de la saison 1956, il s'engage avec Eagles de Philadelphie où il occupe le poste de running back, faisant des saisons 1956 et 1957 très pauvres en ballons joués. Il fait une saison 1958 exceptionnelle en réceptionnant un total de 56 ballons, marquant deux touchdowns et parcourant 766 yards sur douze matchs joués ; il fait d'ailleurs partie du Pro Bowl après cette saison.
Deux ans plus tard, il remporte le championnat de la NFL avec les Eagles marquant cinq touchdowns lors cette année. Retzlaff continue à affoler les défenses adverses en marquant huit touchdowns en 1961 mais il observe une baisse de régime en 1962, jouant moins de matchs. Alors que la saison 1961 s'achève doucement, Retzlaff devient le président de la National Football League Players Association le 4 janvier 1962.
Au début de la saison 1963, Pete Retzlaff se voit confier le poste de tight end mais continue à faire des saisons correctes avec Philadelphie. Le 5 janvier 1964, il laisse son poste de président de la NFLPA à Ordell Braase. La meilleure saison de sa carrière en NFL est celle de 1965 où il parcourt un total de 1190 yards pour dix touchdowns sur soixante-six ballons reçus, ce qui lui permet d'être sélectionné pour une cinquième et dernière fois au Pro Bowl. Lors cette saison, il remporte le Bert Bell Award.
Il met un terme à sa carrière à la fin de la saison 1966.

## Mort
Le 10 avril 2020, les Eagles de Philadelphie annoncent le décès de leur légendaire capitaine à Pottstown en Pennsylvanie.

## Statistiques
En onze saisons disputés en NFL, Pete Retzlaff affiche des statistiques de :
- 132 matchs joués
- 47 touchdowns (tous sur des passes)
- 7 408 yards parcourus (7412 sur des passes ; -4 sur des rush)
- 4 fumble
- 282 points inscrits

Le numéro #44 que portait Retzlaff à partir de 1957 (car il avait le numéro #25 en 1956) a été retiré par les Eagles de Philadelphie.